# BeanShell
BeanShell é uma linguagem de script Java, criada por Patrick Niemeyer. Roda em JRE (Java Runtime Environment) e utiliza a própria sintaxe Java, além de scripts, comandos e sintaxe. Enquanto BeanShell permite que seus usuários definam funções que podem ser chamadas de dentro de um script, a sua filosofia subjacente tem sido a de não poluir sua sintaxe com muitas extensões e "sintática leve", garantindo assim que o código escrito para um compilador Java possa ser quase sempre interpretado e executado por BeanShell sem nenhuma alteração, e vice-versa. Isto torna BeanShell uma ferramenta popular de teste e depuração.
Ele suporta scripts objetos como método simples de fechamento como aqueles em Perl e JavaScript.
BeanShell é um projeto open source e foi incorporada em muitas aplicações, tais como o OpenOffice.org, o Apache Ant, Weblogic Server, jEdit, e muitos outros. BeanShell proporciona uma facilidade de integrar a API. Também pode ser executado em modo de linha de comando ou no seu próprio ambiente gráfico.
Esta linguagem de script está atualmente passando por uma padronização, através do Java Community Process, sob JSR 274.
Seguindo a aprovação do JCP do BeanShell JSR Review Ballot em junho de 2005, nenhuma atividade visível estava ocorrendo no BeanShell.
O fork do BeanShell, beanshell2, foi criado em maio de 2007, no site do Google Code. O projeto beanshell2 fez algumas correções e melhoras no BeanShell, mas não há até agora uma versão estável do novo projeto.